# 馬拉巴棱鯷
馬拉巴棱鯷（学名：Thryssa malabarica）為輻鰭魚綱鲱形目鳀科的其中一種，分布於印度洋區，包括安達曼群島、印度、斯里蘭卡、巴基斯坦等海域，棲息深度可達50公尺，本魚吻尖，顎骨中等，第一個上顎骨小，呈橢圓形，頜齒小。在鰓裂的上半部後面的一個黑色斑塊，在頰、鰓蓋、顎骨與偶鰭上具小的斑點，鰓弓帶淡紅色的橘色，在鰓蓋黃色與黃金之內，臀鰭的內側深黃色，邊緣微白色，臀鰭軟條34-38枚，體長可達17.5公分，棲息在沿海、河口區，可做為食用魚。

## 擴展閱讀
維基物種上的相關：馬拉巴棱鯷